# Lose You to Love Me
Lose You to Love Me est une chanson de la chanteuse américaine Selena Gomez. 
Elle est sortie chez Interscope Records le 23 octobre 2019, comme étant le premier single de son troisième album, Rare,. Les paroles de la chanson ont été écrites par Selena Gomez, Julia Michaels et Justin Tranter. 
Lose You to Love Me est une ballade pop aux paroles valorisantes sur la découverte de son vrai moi, soutenue par une chorale, un piano et des cordes. La chanson est la quatrième chanson sur l'édition standard de Rare, et la deuxième sur l'édition deluxe.

## Contexte
Selena Gomez avait révélé en avril 2019 qu'elle préparait une nouvelle chanson. Après avoir donné des indices à ses fans sur Instagram avec des photos d'elle enfant et d'autres actuelles. Elle a annoncé le 18 octobre qu'un single, dont le titre est Lose You to Love Me, sortirait le 23 octobre.

## Clip vidéo
Le clip musical a été révélé au même moment que la chanson le 23 octobre 2019 à minuit. La vidéo en noir et blanc a été dirigée par Sophie Muller et filmée entièrement avec un iPhone 11 Pro. Le clip met en avant Selena Gomez chantant face à la caméra, dans un confessionnal.

## Réception critique
Lose You to Love Me a été acclamée par les critiques musicaux. Michelle Ruiz, en écrivant pour Vogue, a fait l'éloge de la chanson, déclarant : « Se perdant potentiellement dans les recherches sur Internet de tout cela, cependant, il y a le fait que Lose You to Love Me est une ballade très accrocheuse et brûlante qui mérite d'être immédiatement ajoutée à la playlist Empowering Breakup Songs de tout le monde, juste après Truth Hurts de Lizzo ». Craig Jenkins de Vulture a salué ses paroles, notant que : « C'était un pari de faire confiance aux paroles de cette chanson pour la vendre par elle-même, mais c'était un pari judicieux ». Vulture l'a également nommée deuxième meilleure chanson de 2019.

## Crédits et personnel
Crédits adaptés à partir de Tidal.
- Selena Gomez – interprète, auteur
- Julia Michaels – auteur, chœurs
- Justin Tranter – auteur, chœurs
- Mattman & Robin – auteur, producteur, producteur vocal, chœurs, basse,orgue, percussion, piano, cordes, synthesizer programming, personnel de studio
- Finneas – producteur assistant
- Mattias Bylund – arrangeur de cordes, cordes
- Mattias Johansson – violon
- David Bukovinszky – violoncelle
- Bart Schoudel – ingénieur, producteur vocal, personnel de studio
- Ryan Dulude – assistant ingénieur du son
- Gavin Finn – assistant ingénieur du son, personnel de studio
- Chris Gehringer – mastering, personnel de studio
- John Hanes – mixeur, personnel de studio
- Serban Ghenea – mixeur, personnel de studio

## Classement
| Classement (2019)               | Meilleure position |
| ------------------------------- | ------------------ |
| Australia Digital Tracks (ARIA) | 9                  |
| France (SNEP)                   | 32                 |
| France (SNEP Ventes)            | 8                  |
| Ireland (IRMA)                  | 41                 |
| New Zealand Hot Singles (RMNZ)  | 5                  |